# Kanton Lavelanet
Kanton Lavelanet (francouzsky Canton de Lavelanet) je francouzský kanton v departementu Ariège v regionu Midi-Pyrénées. Tvoří ho 21 obcí.

## Obce kantonu
- L'Aiguillon
- Bélesta
- Bénaix
- Carla-de-Roquefort
- Dreuilhe
- Fougax-et-Barrineuf
- Ilhat
- Lavelanet
- Lesparrou
- Leychert
- Lieurac
- Montferrier
- Montségur
- Nalzen
- Péreille
- Raissac
- Roquefixade
- Roquefort-les-Cascades
- Saint-Jean-d'Aigues-Vives
- Sautel
- Villeneuve-d'Olmes